# Viacheslav Skomorokhov
Viacheslav Skomorokhov (Unión Soviética, 4 de octubre de 1940-1994) fue un atleta soviético especializado en la prueba de 400 m vallas, en la que consiguió ser campeón europeo en 1969.

## Carrera deportiva
En el Campeonato Europeo de Atletismo de 1969 ganó la medalla de oro en los 400 m vallas, con un tiempo de 49.7 segundos, llegando a meta por delante de los británicos John Sherwood (plata con 50.01 segundos) y Andrew Todd (bronce con 50.3 s).